# Мінарет (Ербіль)
Мінарет Музаффарія — це мінарет, розташований у новому парку Мінаре в західному районі міста Ербіль (Арбіль) Іракського Курдистану. Також він більш відомий як «Надламаний мінарет».

## Історія будівництва
Мінарет побудований в 1190-1232 курдським правителем Ербілом[джерело?] під час правління царя Салах ад-Діна, Музаффар аль-Діна Абу Са'ейд аль-Кавкабурі (Гекборі), який увійшов у підпорядкування Салах ад-Діна (Саладдіна) без війни і одружився з його сестрою.
Вежа, які мінарет колись була частиною комплексу медресе. Музаффар побудував також і базар Кайсаром, який нині зберігся в перебудованому вигляді.

## Архітектура
Мінарет складається з високої восьмикутної основи і високого циліндричного валу, з балконом, розташована між основою та валом. Він має висоту близько 36 метрів (118 футів).
Мінарет побудовано з випаленої цегли, основу якого прикрашають два яруси ніш зі стрілчастими арками по дві на кожній з восьми граней, які вписані в прямокутні рамки. На парапеті балкону вирізані двадцять чотири маленькі ніші. Двері для урочистого входу до мінарету розташовані на східній стороні восьмикутної бази і ведуть вверх на балкон. Звідти невеличкі двері дають можливість потрапити до циліндричної шахти, яка вела раніше на другий балкон, який завалився.   
Вал звужується всередину і прикрашається кількома смугами, що блокують діагональні мотиви Хазар-Баф, які розділені тонкими смугами. Приклади куфійської каліграфії можна побачити, прочитавши імена Мухаммеда і Масовіда Мухаммаді — будівельників цього мінарета.